# Conselheiro Aguiar
João José Ferreira de Aguiar, 1° e único barão de Catuama,  mais conhecido como Conselheiro Aguiar (Goiana, 10 de janeiro de 1810 — Recife, 18 de novembro de 1888) foi um magistrado, político, jornalista e professor brasileiro.
Filho de Antônio Ferreira Aguiar e Úrsula das Virgens de Aguiar, foi um dos primeiros matriculados na Faculdade de Direito de Olinda, formando-se em 1832. No ano seguinte foi nomeado juiz de Fortaleza, sendo depois transferido para o Piauí. Em janeiro de 1835 é nomeado para a segunda vara criminal do Recife.
Foi presidente das províncias do Rio Grande do Norte, de 1 de maio de 1836 a 26 de agosto de 1837, e do Ceará, de 24 de novembro de 1877 a 22 de fevereiro de 1878. Foi deputado provincial em Pernambuco várias vezes, e deputado geral pelo mesmo estado por 5 mandatos (5º,8ª,10ª e 16ª legislaturas).
Foi professor de Direito criminal de 1854 até aposentar-se. Como jornalista colaborou com diversos jornais do Recife: Diário de Pernambuco, Quotidiana Fidedigna, O Lidador, A União, O Clamor Público: Ordem e Liberdade, entre outros.
É recipiente da comenda da Imperial Ordem da Rosa e Imperial Ordem de Cristo. Seu nome batiza uma das principais avenidas da cidade de Recife, a avenida Conselheiro Aguiar.